# Československá hokejová reprezentace v sezóně 1969/1970
Československá hokejová reprezentace v sezóně 1969/1970 sehrála celkem 27 zápasů.

## Přehled mezistátních zápasů
| Pořadí | Datum              | Soupeř  | Výsledek             | Soutěž                 | Místo utkání |
| ------ | ------------------ | ------- | -------------------- | ---------------------- | ------------ |
| 485.   | 22. listopadu 1969 | Kanada  | 4:4 (1:2, 2:1, 1:1)  | přátelsky              | Praha        |
| 486.   | 23. listopadu 1969 | Kanada  | 5:2 (2:1, 2:1, 1:0)  | přátelsky              | Praha        |
| 487.   | 25. listopadu 1969 | Kanada  | 6:4 (1:1, 2:2, 3:1)  | přátelsky              | Bratislava   |
| 488.   | 27. listopadu 1969 | Kanada  | 4:0 (1:0, 3:0, 0:0)  | přátelsky              | Košice       |
| 489.   | 29. listopadu 1969 | Kanada  | 5:5 (3:0, 2:3, 0:2)  | přátelsky              | Praha        |
| 490.   | 1. prosince 1969   | Kanada  | 4:0 (0:0, 3:0, 1:0)  | Cena Izvestijí 1969    | Moskva       |
| 491.   | 3. prosince 1969   | Švédsko | 3:4 (0:2, 1:0, 2:2)  | Cena Izvestijí 1969    | Moskva       |
| 492.   | 4. prosince 1969   | NDR     | 10:2 (3:0, 5:0, 2:2) | Cena Izvestijí 1969    | Moskva       |
| 493.   | 6. prosince 1969   | SSSR    | 2:8 (1:1, 1:3, 0:4)  | Cena Izvestijí 1969    | Moskva       |
| 494.   | 8. prosince 1969   | Finsko  | 10:3 (3:1, 2:1, 5:1) | Cena Izvestijí 1969    | Moskva       |
| 495.   | 28. prosince 1969  | Kanada  | 2:3 (0:1, 0:1, 2:1)  | přátelsky              | Winnipeg     |
| 496.   | 30. prosince 1969  | Kanada  | 3:2 (0:1, 0:1, 3:0)  | přátelsky              | Winnipeg     |
| 497.   | 1. ledna 1970      | Kanada  | 4:0 (2:0, 2:0, 0:0)  | přátelsky              | Toronto      |
| 498.   | 2. ledna 1970      | Kanada  | 2:2 (0:0, 0:2, 2:0)  | přátelsky              | London       |
| 499.   | 4. ledna 1970      | Kanada  | 1:2 (0:0, 1:1, 0:1)  | přátelsky              | Ottawa       |
| 500.   | 1. března 1970     | Švédsko | 3:0 (0:0, 2:0, 1:0)  | přátelsky              | Stockholm    |
| 501.   | 3. března 1970     | Švédsko | 5:6 (1:2, 2:2, 2:2)  | přátelsky              | Gävle        |
| 502.   | 14. března 1970    | Polsko  | 6:3 (2:1, 3:1, 1:1)  | Mistrovství světa 1970 | Stockholm    |
| 503.   | 15. března 1970    | Švédsko | 4:5 (2:2, 1:1, 1:2)  | Mistrovství světa 1970 | Stockholm    |
| 504.   | 17. března 1970    | NDR     | 4:1 (2:0, 0:0, 2:1)  | Mistrovství světa 1970 | Stockholm    |
| 505.   | 18. března 1970    | SSSR    | 1:3 (0:1, 1:0, 0:2)  | Mistrovství světa 1970 | Stockholm    |
| 506.   | 20. března 1970    | Finsko  | 9:1 (1:0, 5:1, 3:0)  | Mistrovství světa 1970 | Stockholm    |
| 507.   | 22. března 1970    | Polsko  | 10:2 (5:0, 2:2, 3:0) | Mistrovství světa 1970 | Stockholm    |
| 508.   | 24. března 1970    | Švédsko | 2:2 (0:1, 1:0, 1:1)  | Mistrovství světa 1970 | Stockholm    |
| 509.   | 25. března 1970    | NDR     | 7:3 (3:0, 1:1, 3:2)  | Mistrovství světa 1970 | Stockholm    |
| 510.   | 27. března 1970    | SSSR    | 1:5 (0:2, 0:2, 1:1)  | Mistrovství světa 1970 | Stockholm    |
| 511.   | 30. března 1970    | Finsko  | 3:5 (0:2, 2:2, 1:1)  | Mistrovství světa 1970 | Stockholm    |

## Bilance sezóny 1969/70
| Soupeř  | Zápasy | Výhry | Remízy | Prohry | Skóre  |
| ------- | ------ | ----- | ------ | ------ | ------ |
| Finsko  | 3      | 2     | 0      | 1      | 22:9   |
| Kanada  | 11     | 6     | 3      | 2      | 41:24  |
| NDR     | 3      | 3     | 0      | 0      | 21:6   |
| Polsko  | 2      | 2     | 0      | 0      | 16:5   |
| SSSR    | 3      | 0     | 0      | 3      | 4:16   |
| Švédsko | 5      | 1     | 1      | 3      | 17:17  |
| Celkem  | 27     | 14    | 4      | 9      | 121:77 |

## Přátelské mezistátní zápasy
Československo –  Kanada 4:4 (1:2, 2:1, 1:1)
22. listopadu 1969 – Praha

Branky Československa : 12. Jiří Holík, 27. Jiří Novák, 33. František Pospíšil, 50. Vladimír Martinec.

Branky Kanady: 5. Ken Stephanson, 17. Steve King, 24. Fran Huck, 51. Steve Carlyle.

Rozhodčí: Ove Dahlberg (SWE), Grandberg (SWE)

Vyloučení: 3:7 (využití 3:1) navíc Brian Conacher na 10 minut.
ČSSR: Vladimír Dzurilla – Jan Suchý, František Panchártek, Oldřich Machač, František Pospíšil, Vladimír Bednář, Ľubomír Ujváry – Václav Nedomanský, Jaroslav Holík, Jiří Holík – František Ševčík, Richard Farda, Josef Černý  – Vladimír Martinec, Jiří Novák, Bohuslav Šťastný.
Kanada: Wayne Stephenson – Terry O’Malley, Ken Stephanson, Steve Carlyle, Bob Murdoch, Barry McKenzie, Bob Lepage – Fran Huck, Bill Heindl, Steve King – William Harris, Billy MacMillan, Richmond Bayes – Corbett Adams, Brian Conacher, Grant Moore – George Watson, Jim Irving.
 Československo –  Kanada 5:2 (2:1, 2:1, 1:0)
23. listopadu 1969 – Praha

Branky Československa : 11. Július Haas, 19. Václav Nedomanský, 35. Ivan Hlinka, 39. Václav Nedomanský, 51. Vladimír Martinec.

Branky Kanady: 3. Bob Murdoch, 29. Bill MacMillan.

Rozhodčí: Ove Dahlberg (SWE), Grandberg (SWE)

Vyloučení: 5:6 (využití 1:0) navíc Jaroslav Holík na 10 minut.
ČSSR: Miroslav Lacký – Oldřich Machač, František Pospíšil, Vladimír Bednář, Ľubomír Ujváry, Josef Horešovský, Jiří Neubauer – Ivan Hlinka, Jaroslav Holík, Jiří Holík – Ivan Grandtner, Václav Nedomanský, Július Haas – Josef Paleček, Jiří Kochta, Josef Černý  – Vladimír Martinec, Bohuslav Šťastný
Kanada: Wayne Stephenson – Terry O’Malley, Ken Stephanson, Steve Carlyle, Bob Murdoch, Barry McKenzie, Bob Lepage – Bill Heindl, Fran Huck, Steve King – Bill MacMillan, William Harris, Richie Bayes – Corbett Adams, Brian Conacher, Grant Moore – George Watson, Jim Irving
 Československo –  Kanada 6:4 (1:1, 2:2, 3:1)
25. listopadu 1969 – Bratislava

Branky Československa : 4. Václav Nedomanský, 32. Ľubomír Ujváry, 36. Ľubomír Ujváry, 43. Ivan Hlinka, 43. Vladimír Martinec, 54. Jaroslav Holík.

Branky Kanady: 12. Fran Huck, 24. Steve King, 34. Bill Heindl, 42. Grant Moore.

Rozhodčí: Unto Viitala (FIN), Linko (FIN)

Vyloučení: 3:5 (využití 2:1, v oslabení 1:0)
ČSSR: Vladimír Dzurilla – Vladimír Bednář, Ľubomír Ujváry, Oldřich Machač, František Pospíšil, František Panchártek, Josef Horešovský – Ivan Grandtner, Václav Nedomanský, Július Haas – Vladimír Martinec, Jiří Novák, Bohuslav Šťastný – Jiří Holík, Jaroslav Holík, Jiří Kochta – Ivan Hlinka.
Kanada: Wayne Stephenson (Ken Dryden) – Terry O’Malley, Ken Stephanson, Barry McKenzie, Bob Lepage, Newell, Bob Murdoch – Bill Heindl, Fran Huck, Steve King – Bill MacMillan, William Harris, Richie Bayes – Grant Moore, Corbett Adams, Brian Conacher – George Watson, Jim Irving, Michel Poirie
 Československo –  Kanada 4:0 (1:0, 3:0, 0:0)
27. listopadu 1969 – Košice

Branky a nahrávky Československa : 2. Ivan Grandtner (Václav Nedomanský), 21. Július Haas, 22. Vladimír Martinec, 27. Bohuslav Šťastný (Jiří Novák).

Rozhodčí: Unto Viitala (FIN), Linko (FIN)

Vyloučení: 5:6 (využití 1:0) navíc Fran Huck a George Watson na 10 minut.
ČSSR: Josef Hovora – Josef Horešovský, František Panchártek, Oldřich Machač, František Pospíšil, Ľubomír Ujváry, Jiří Neubauer – Vladimír Martinec, Jiří Novák, Bohuslav Šťastný – Ivan Hlinka, Richard Farda, Josef Černý  – Ivan Grandtner, Václav Nedomanský, Július Haas.
Kanada: Ken Dryden (Wayne Stephenson) – Steve Carlyle, Bob Murdoch, Ken Stephanson, Barry McKenzie, Michel Poirier, Rick Newell – Bill Heindl, Fran Huck, Steve King – Brian Conacher, William Harris, Grant Moore – George Watson, Jim Irving, Corbett Adams – Richmond Bayes, Bob Lepage.
 Československo –  Kanada 5:5 (3:0, 2:3, 0:2)
29. listopadu 1969 – Praha

Branky Československa : 1. Ivan Hlinka, 2. Oldřich Machač, 6. Richard Farda, 36. František Panchártek, 39. Ivan Hlinka.

Branky Kanady: 22. Bill Heindl, 24. Corbett Adams, 35. Bill Heindl, 44. Corbett Adams, 54. George Watson.

Rozhodčí: Unto Viitala (FIN), Linko (FIN)

Vyloučení: 2:4 (využití 2:0) navíc 2x MacMillan na 5 minut.
ČSSR: Josef Hovora (59:57 Vladimír Dzurilla) - Josef Horešovský, František Panchártek, Oldřich Machač, František Pospíšil, Ľubomír Ujváry, Vladimír Bednář – Josef Černý, Richard Farda, Vladimír Martinec – Jan Hrbatý, Jiří Kochta, Július Haas – Jiří Holík, Jaroslav Holík Ivan Hlinka – Jiří Novák, Bohuslav Šťastný
Kanada: Wayne Stephenson – Terry O’Malley, Ken Stephanson, Barry McKenzie, Michel Poirier, Steve Carlyle, Bob Murdoch – Bill Heindl, Fran Huck, Steve King – Brian Conacher, William Harris, Corbett Adams – Jim Irving, Billy MacMillan, George Watson – Rick Newell, Grant Moore.
 Československo –  Kanada 2:3 (0:1, 0:1, 2:1)
28. prosince 1969 – Winnipeg

Branky a nahrávky Československa : 48:53 Josef Černý (vlastní Chuck Lefley), 57:06 Július Haas (Václav Nedomanský).

Branky a nahrávky Kanady: 14:59 Brian Conacher (Corbett Adams, William Harris), 39:14 Fran Huck, 46:41 Chuck Lefley (Bill Heindl).

Rozhodčí: John Kubinec (CAN), Gordon Kerr (CAN)

Vyloučení: 4:5 (využití 0:0, v oslabení 1:0)
ČSSR: Vladimír Dzurilla - Oldřich Machač, František Pospíšil, Jan Suchý, Josef Horešovský, František Panchártek, Ľubomír Ujváry  – Jiří Kochta, Richard Farda, Josef Černý  – Stanislav Prýl, Václav Nedomanský, Július Haas – Vladimír Martinec, Jiří Novák, Bohuslav Šťastný – František Ševčík, Jan Hrbatý. Útok ve třetí třetině: Ševčík, Farda, Černý – Hrbatý, Kochta, Martinec
Kanada: Ken Dryden – Steve Carlyle, Ken Stephanson, Bob Murdoch, Rick Newell, Barry McKenzie, Michel Poirier – Bill Heindl, Fran Huck, Steve King – Morris Mott, Watson, Richmond Bayes – Corbett Adams, William Harris, Brian Conacher – Chuck Lefley.
 Československo –  Kanada 3:2 (0:1, 0:1, 3:0)
30. prosince 1969 – Winnipeg

Branky a nahrávky Československa : 43:45 Jan Hrbatý (Josef Horešovský), 46:35 Václav Nedomanský (Stanislav Prýl), 49:13 František Pospíšil (Ivan Hlinka).

Branky a nahrávky Kanady: 17:49 Chuck Lefley, 3:42 Steve King (Fran Huck, Bill Heindl).

Rozhodčí: Michal Bucala (TCH), John Kubinec (CAN)

Vyloučení: 1:2 (využití 0:0, v oslabení 0:1)
ČSSR: Miroslav Lacký - Oldřich Machač, František Pospíšil, Josef Horešovský, Ľubomír Ujváry, Jan Suchý, František Panchártek – František Ševčík, Richard Farda, Josef Černý  – Stanislav Prýl, Václav Nedomanský, Július Haas – Jan Hrbatý, Jiří Kochta, Vladimír Martinec (41. Ivan Hlinka). Ve třetí třetině nehráli Panchártek a Ujváry.
Kanada: Ken Dryden – Bob Murdoch, Steve Carlyle, Barry McKenzie, Terry O’Malley, Rick Newell, Ken Stephanson – Bill Heindl, Fran Huck, Steve King – Corbett Adams, William Harris, Brian Conacher – Billy MacMillan, Chuck Lefley, Jim Irving - Morris Mott.
 Československo –  Kanada 4:0 (2:0, 2:0, 0:0)
1. ledna 1970 – Toronto

Branky a nahrávky Československa : 7:37 Ivan Hlinka (Jiří Kochta, František Pospíšil), 14:07 Václav Nedomanský (Stanislav Prýl, Jan Suchý), 30:57 Václav Nedomanský (Július Haas), 31:49 Július Haas (Václav Nedomanský, František Panchártek). 

Rozhodčí: Bob Nadin (CAN), McFarland (CAN)

Vyloučení: 3:3 
ČSSR: Vladimír Dzurilla - Oldřich Machač, František Pospíšil, Josef Horešovský, Ľubomír Ujváry, Jan Suchý, František Panchártek – 
František Ševčík, Richard Farda, Josef Černý – Stanislav Prýl, (21. Vladimír Martinec), Václav Nedomanský, Július Haas – Jan Hrbatý, Jiří Kochta, Ivan Hlinka (52. Bohuslav Šťastný).
Kanada: Ken Dryden – Bob Murdoch, Steve Carlyle, Barry McKenzie, Terry O’Malley, Rick Newell, Ken Stephanson – Bill Heindl, Fran Huck, Steve King – Corbett Adams, William Harris, Brian Conacher – Billy MacMillan, Chuck Lefley, Jim Irving - Morris Mott.
 Československo –  Kanada 2:2 (0:0, 0:2, 2:0)
2. ledna 1970 – London

Branky a nahrávky Československa : 48:30 Richard Farda (František Ševčík), 51:43 Oldřich Machač (Vladimír Martinec, Jiří Kochta).

Branky a nahrávky Kanady: 22:55 Corbett Adams, 31:50 William Harris (Brian Conacher).

Rozhodčí: Michal Bucala (TCH), McFadden (CAN)

Vyloučení: 4:6 (využití 1:0)
ČSSR: Miroslav Lacký – Oldřich Machač, František Pospíšil, Jan Suchý, František Panchártek, Josef Horešovský, Ľubomír Ujváry – František Ševčík, Richard Farda, Josef Černý  – Jan Hrbatý, Václav Nedomanský, Stanislav Prýl (Vladimír Martinec) – Vladimír Martinec,  (Stanislav Prýl), Jiří Novák, Bohuslav Šťastný (Július Haas)
Kanada: Ken Dryden – Bob Murdoch, Steve Carlyle, Barry McKenzie, Terry O’Malley, Rick Newell, Ken Stephanson – Bill Heindl, Fran Huck, Steve King – Corbett Adams, William Harris, Brian Conacher – Billy MacMillan, Chuck Lefley, Jim Irving - Morris Mott.
 Československo –  Kanada 1:2 (0:0, 1:1, 0:1)
4. ledna 1970 – Ottawa

Branky a nahrávky Československa : 32:35 Jan Hrbatý (Jiří Kochta, Július Haas).

Branky a nahrávky Kanady: 27:25 Morris Mott (MacMillan, Lefley), 43:14 Bill Heindl.

Rozhodčí: Wilson (CAN), Villeneuve (CAN)

Vyloučení: 6:5 (využití 0:1)
ČSSR: Vladimír Dzurilla – Oldřich Machač, František Pospíšil, Jan Suchý, František Panchártek, Josef Horešovský, Ľubomír Ujváry – František Ševčík, Richard Farda, Josef Černý  – Jan Hrbatý, Jiří Kochta, Július Haas – Stanislav Prýl, Jiří Novák, Vladimír Martinec.
Kanada: Wayne Stephenson – Terry O’Malley, Ken Stephanson, Bob Murdoch, Steve Carlyle, Michel Poirier, Bob Lepage – Bill Heindl, Fran Huck, Steve King – Corbett Adams, William Harris, Brian Conacher – Billy MacMillan, Chuck Lefley, Morris Mott – George Watson, Richmond Bayes, Jean Payette.
 Československo –  Švédsko 3:0 (0:0, 2:0, 1:0)
1. března 1970 – Stockholm

Branky a nahrávky Československa : 33. Jan Hrbatý, 35. Václav Nedomanský, 45. Jan Hrbatý (Jaroslav Holík).

Rozhodčí: Hans Dämmrich (GDR), Kochendorfer (GDR)

Vyloučení: 2:3 (využití 0:0)
ČSSR: Vladimír Dzurilla – Jan Suchý, Josef Horešovský, Oldřich Machač, František Pospíšil, Vladimír Bednář, Ľubomír Ujváry – Stanislav Prýl, Václav Nedomanský, Július Haas – Jan Hrbatý, Jaroslav Holík, Jiří Holík – František Ševčík, Richard Farda, Josef Černý – Jiří Kochta
Švédsko: Leif Holmqvist – Arne Carlsson, Lennart Svedberg, Nils Johansson, Kjell-Rune Milton, Lars-Erik Sjöberg, Thomas Abrahamsson – Stefan Karlsson, Hakan Wickberg, Tord Lundström – Leif Henriksson, Roger Olsson, Björn Palmqvist – Stig-Göran Johansson, Anders Hedberg, Lars-Göran Nilsson – Ulf Sterner, Anders Nordin.
 Československo –  Švédsko 5:6 (1:2, 2:2, 2:2)
3. března 1970 – Gävle

Branky Československa : 12. Jaroslav Holík, 30. Jaroslav Holík, 37. Jiří Holík, 47. Vladimír Martinec, 55. Jiří Holík.

Branky Švédska: 1. Stefan Karlsson, 11. Stefan Karlsson, 33. Lars-Erik Sjöberg, 36. Björn Palmqvist, 42. Björn Palmqvist, 45. Björn Palmqvist.

Rozhodčí: Hans Dämmrich (GDR), Kochendorfer (GDR)

Vyloučení: 2:3 (využití 1:0)
ČSSR: Miroslav Lacký (41. Vladimír Dzurilla) – Jan Suchý, Vladimír Bednář, Oldřich Machač, František Pospíšil, Josef Horešovský, Ľubomír Ujváry – Jiří Kochta, Václav Nedomanský, Július Haas (41. Vladimír Martinec) – Jan Hrbatý, Jaroslav Holík, Jiří Holík – František Ševčík (41. Ivan Hlinka), Richard Farda, Josef Černý.
Švédsko: Gunnar Bäckman – Nils Johansson, Kjell-Rune Milton, Arne Carlsson (35. Anders Hagström), Lars-Erik Sjöberg, Thomas Abrahamsson – Stefan Karlsson, Hakan Wickberg, Tord Lundström – Stig-Göran Johansson, Ulf Sterner, Lars-Göran Nilsson – Andres Hedberg, Roger Olsson (21. Björn Palmqvist), Anders Nordin.